# Головмох Кунця
Головмох Кунця (Bryum kunzei) — вид мохів порядку головмохальних (Bryales).

## Поширення
Ареал охоплює такі частини світу: Європа, Північна Америка, Азія.
Населяє сухий піщаний ґрунт, скелі, часто вапняні помірні посушливі та напівпосушливі регіони; від середньої до високої висоти (500–2700 метрів).

## Характеристика
Рослини невеликі. Стебла 0.1–0.6(1) см. Листки увігнуті, 0.3–0.8(1.2) мм; краї плоскі; верхівка часто гіалінізується з віком разом із дистальною 1/3 пластинки. Спеціалізоване нестатеве розмноження невідоме. Коробочка з сегментами ендостома блідо-коричнева, коричнева, червоно-коричнева чи рідше блідо-жовта. Спори 8–12(14) мкм.